# Roumédia
Roumédia (àrab: الرومدية, ar-Rūmadiyya) és una petita illa deshabitada situada a la costa nord de l'illa Chergui, del grup de les Quèrquens (Qerqenna) a Tunísia. És la part del grup situada més al nord. Un canal d'1 km la separa de la costa nord de Chergui.